# Кавалеры ордена Святого Георгия III класса Ж
Кавалеры ордена Святого Георгия III класса на букву «Ж»
Список составлен по алфавиту персоналий. Приводятся фамилия, имя, отчество; звание на момент награждения; номер по спискам Григоровича — Степанова и Судравского; дата награждения. Лица, чьи имена точно идентифицировать не удалось, не викифицируются.
- Жевахов, Спиридон Эристович, генерал-майор, № 365, 26 февраля 1814
- Желтухин, Пётр Фёдорович, генерал-майор, № 303, 3 июня 1813
- Жемчужников, Аполлон Степанович, генерал-майор, № 359, 28 января 1814
- Жеребцов, Михаил Алексеевич, полковник, № 116, 1 января 1795
- Жиров, Иван Иванович, полковник, № 363, 2 февраля 1814
- Житов, Алексей Иванович, полковник, № 454, 18 октября 1831
- Жоффр, Жозеф, генерал французской службы, 27 ноября 1914